# Sandra Milo

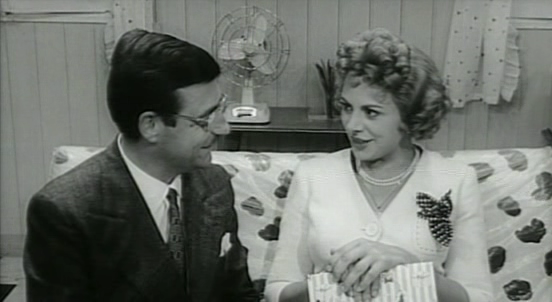
Sandra Milo cu François Périer in Vizita de Antonio Pietrangeli (1963).

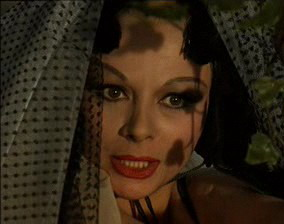
Scenă din filmul Julietta spiritelor de Federico Fellini (1965)

Sandra Milo  pe numele adevărat Alessandra Marini (n. 11 martie 1933, Tunis, Protectoratul Francez al Tunisiei – d. 29 ianuarie 2024, Roma, Italia) a fost o actriță italiană de film, teatru și televiziune.
Cu participarea la filme precum Generalul della Rovere, Julietta spiritelor și, mai presus de toate, 8½, premiată cu un Oscar, a fost printre protagoniștii cinematografiei italiene din anii șaizeci.

## Biografie
Milo, verișoara lui Yves Montand, a studiat la Universitatea din Milano și a lucrat în același timp ca fotomodel și ca model. După ce a fost descoperită de un producător de film, a făcut o carieră ca vedetă erotică în producțiile italiene și franceze.
A debutat în film în 1955 alături de Alberto Sordi în filmul Băiatul (Lo scapolo). Primul ei rol major l-a primit în 1959 datorită producătorului Moris Ergas, în Generalul della Rovere, în regia lui Roberto Rossellini.
Filmul, care a câștigat aprecieri universale, nu a reușit să schimbe percepția publică despre ea și deși a fost distribuită în Julietta spiritelor (1965) pentru care a fost premiată cu Nastro d'argento, cele mai multe dintre eforturile sale următoare fiind filme de rangul doi.
La mijlocul anilor 1960, Milo era gazda unui program de televiziune din Roma.
În 1968 s-a căsătorit a doua oară cu un chirurg roman și apoi s-a retras din lumea filmului până în 1979. Ulterior a apărut la televizor în 1985 ca prezentatoare a emisiunii Piccoli fans. În noul mileniu a fost văzută în principal pe scenă, în 2006/07 în piesa 8 Women.

## Filmografie selectivă

### Cinema
- 1955 Băiatul (Lo scapolo), regia Antonio Pietrangeli
- 1956 Elena și bărbații (Elena et les Hommes), regia Jean Renoir (nemenționat)
- 1956 Le avventure di Arsenio Lupin, regia Jacques Becker
- 1956 Mogli e buoi, regia Leonardo De Mitri
- 1957 La donna che venne dal mare, regia Francesco De Robertis
- 1958 Oglinda cu două fețe (Le miroir à deux faces), regia André Cayatte
- 1958 Erode il grande, regia Arnaldo Genoino
- 1958 Totò pe lună (Totò nella luna), regia Steno
- 1958 Vite perdute, regia Roberto Mauri
- 1959 Un martor în oraș (Un témoin dans la ville), regia Édouard Molinaro
- 1959 Generalul della Rovere (Il generale Della Rovere), regia Roberto Rossellini
- 1959 La giumenta verde, regia Claude Autant-Lara
- 1959 Furore di vivere, regia Michel Boisrond
- 1960 Adua e le compagne, regia Antonio Pietrangeli
- 1960 Fantasmi a Roma, regia Antonio Pietrangeli
- 1960 Sfidând toate riscurile (Classe Tous Risques), regia Claude Sautet
- 1961 Vanina Vanini, regia Roberto Rossellini
- 1961 Nemulțumiții (Gli scontenti), regia Giuseppe Lipartiti
- 1963 Chi vuol dormire nel mio letto?, regia André Hunebelle
- 1963 Vizita, (La visita), regia Antonio Pietrangeli
- 1963 8½, regia Federico Fellini
- 1964 Amori pericolosi, regia Alfredo Giannetti
- 1964 Le belle famiglie, regia Ugo Gregoretti
- 1964 La donna è una cosa meravigliosa, regia Mauro Bolognini
- 1964 Le voci bianche, regia Pasquale Festa Campanile
- 1964 Frenesia dell'estate, regia Luigi Zampa
- 1965 ...Poi ti sposerò, regia Philippe de Broca
- 1965 Julietta spiritelor (Giulietta degli spiriti), regia Federico Fellini
- 1965 L'ombrellone, regia Dino Risi
- 1966 Cum am învățat să iubesc femeile (Come imparai a amare le donne), regia Luciano Salce
- 1967 La notte pazza del conigliaccio, regia Alfredo Angeli
- 1967 Per amore... per magia..., regia Duccio Tessari
- 1968 T'ammazzo! ...raccomandati a Dio, regia Osvaldo Civirani
- 1979 Riavanti... Marsch!, regia Luciano Salce
- 1979 Tesoro mio, regia Giulio Paradisi
- 1981 Il doppio sogno dei signori X, regia Anna Maria Tatò
- 1982 Grog, regia Francesco Laudadio
- 1983 Cenerentola '80, regia Roberto Malenotti
- 1983 F.F.S.S. cioè che mi hai portato a fare sopra Posillipo se non mi vuoi più bene, regia Renzo Arbore
- 1995 Camerieri, regia Leone Pompucci
- 2003 Il cuore altrove, regia Pupi Avati
- 2007 Nel cuore di una diva, regia Annarita Campo
- 2009 Impotenti esistenziali, regia Giuseppe Cirillo

### Televiziune
- 1992La vera storia della donna del mistero - parodie TV
- 2002 Ma il portiere non c'è mai?, regia Ugo Fabrizio Giordani, Ficțiune TV
- 2006-2007 Nati ieri - 1 episod, Miniserie TV